# Ingula-Pumpspeicherwerk
Das Ingula-Pumpspeicherwerk, englisch Ingula Pumped Storage Scheme, abgekürzt Ingula PSS (früher Bedford and Bramhoek Dams genannt) ist ein Pumpspeicherkraftwerk  des südafrikanischen Stromversorgungsunternehmens Eskom.

## Lage
Das Kraftwerk befindet sich an einem Steilhang des Drakensberge-Gebirgszuges, der sich entlang der Provinzgrenze zwischen Free State und KwaZulu-Natal hinzieht, im Einzugsgebiet des Tugela River. In der Nähe befinden sich der Van-Reenen’s-Pass und die Städte Harrismith und Ladysmith.
Hier verläuft auch die kontinentale Wasserscheide zwischen dem Einzugsgebiet des Vaal River mit Abfluss zum Atlantischen Ozean und dem Einzugsgebiet des Tugela River, der in den Indischen Ozean entwässert. Das Wasser des oberen Stausees fließt in den Wilge River (Vaal-Einzugsgebiet) und das des unteren Stausees in den Klip River (Tugela-Einzugsgebiet).

## Planung und Bau
Das Wasserkraftwerk dient der langfristigen Sicherung des Energiebedarfs in Südafrika, wo für das Jahr 2025 ein Gesamtenergieaufkommen von 40.000 Megawatt prognostiziert wird.
In den 1980er Jahren betrieb Eskom die Suche nach möglichen Standorten für neue Pumpspeicherwerke, wobei 90 Vorschläge in die Betracht kamen. Mit Beginn der Projektphase im Jahre 2002 trug das Projekt den Namen Braamhoek scheme, benannt nach einem Nebenfluss des Klip River. Im März 2007 erfolgte die Umbenennung in Ingula Power Station, was so viel wie der Milchrahm bedeutet. Die Planungsarbeiten begannen 2004 nach einer Umweltverträglichkeitsstudie und der Baubeginn erfolgte im November 2007. Die Baukosten waren mit 27 Milliarden Rand veranschlagt. Ursprünglich war für 2012 der Abschluss der Baumaßnahmen und 2013 die Inbetriebnahme geplant. 2013 starben bei Bauarbeiten durch einen Unfall 6 Arbeiter. Die ersten zwei Blöcke wurden schließlich im März 2016 in Betrieb genommen, die beiden anderen im August 2016 und Januar 2017. Eine der Turbinen wurde 2016 durch einen Dienstleister beschädigt und musste repariert werden. 55 Prozent der im Pumpspeicherwerk angestellten Personen wurden bei der Inbetriebnahme aus den umliegenden Provinzen angeworben. 2019 konnte das Kraftwerk mit nur 75 Prozent Leistung betrieben werden, weil zwei der vier Turbinen sich in einem „Mängelbeseitigungszeitraum“ befanden. Gebiete um das Speicherwerk wurden zum Ingula Naturschutzgebiet erklärt. Dabei waren auch mehrere dort lebende Familien in weniger sensitive Bereiche des Gebietes umgesiedelt.

## Beschreibung
Die Anlage wird aus einem oberen Becken (mit der 48 m hohen Bedford-Talsperre (CFRD-Staudamm) als Absperrbauwerk) und einem  unteren Becken (mit der 37 m hohen Bramhoek-Talsperre (eine RCC-Staumauer)) bestehen, deren Becken je 22 Millionen Kubikmeter fassen. Beide Absperrbauwerke wurden 2011 fertiggestellt. Sie liegen 4,6 km voneinander entfernt und sind mit Stollen verbunden. In dem unterirdischen Krafthaus stehen vier reversible Pumpturbinen mit je 333 MW Leistung (zusammen 1332 MW).
Das Pumpspeicherkraftwerk wird genutzt, um elektrische Energie während der Tageszeiten mit Spitzennachfrage zur Verfügung zu stellen. In der Nacht wird überschüssige Energie aus dem Netz, die von konventionellen Kohlekraftwerken erzeugt wird, genutzt, um das Wasser in das obere Reservoir zu pumpen.
Es gibt ein Besucherzentrum (Ingula Visitors Centre), das über die Kraftwerksanlage und das umliegende Naturschutzgebiet informiert. Eskom ist in den Fragen des Naturschutzes bei diesem Projekt eine Partnerschaft mit BirdLife South Africa (BLSA) und Middlepunt Wetland Trust (MWT) eingegangen.